# Дикі хлопчаки
«Дикі хлопчаки» (фр. Les Garçons sauvages) — французький фентезійний фільм 2017 року, поставлений режисером Бертраном Мандіко. Стрічка є вільною адаптацією роману Вільяма Барроуза «Дикі хлопчики. Книга мертвих» (англ. The Wild Boys: A Book of the Dead), 1971). Світова прем'єра відбулася 4 вересня 2017 року на 74-му Венеційському міжнародному кінофестивалі, де фільм брав участь у програмі секції «Міжнародний тиждень критиків» Пізніше він був представлений у конкурсних програмах низки інших міжнародних та національних кінофестивалів та отримав там декілька кінонагород.

## Сюжет
Початок XX століття, острів Реюньйон. П'ятеро хлопчаків із заможних і впливових сімей, захоплені окультизмом, здійснюють жорстокий злочин — убивають, згвалтувавши, свою вчительку, в яку були закохані. Їхнім батькам вдається зам'яти скандал та відправити малолітніх злочинців на перевиховання до капітана з Голландії. Він обіцяє зробити з розпещених мерзотників «шовкових» і слухняних хлопців за два місяці плавання на своєму старому вітрильнику. Капітан привозить підлітків на дивний острів, де ростуть дивовижні рослини та їстівні плоди. Тут хлопчаки потрапляють під одурманюючу дію острова, яка примушує їх думати, що вони — дівчатка.

## У ролях
| • Полін Лорійяр   | … | Ромуальд          |
| • Вімала Понс     | … | Жан-Луї           |
| • Діана Руксель   | … | Юбер              |
| • Анаєль Снук     | … | Тангі             |
| • Матильда Варньє | … | Слоун             |
| • Сем Лаувейк     | … | капітан           |
| • Еліна Ловенсон  | … | Северін(а)        |
| • Наталі Рішар    | … | викладачка письма |
| • Крістоф Бієр    | … | прокурор          |
| • Марго Фабре     | … | Октавіо           |
| • Феліпе Салазар  | … | матрос            |

## Знімальна група
- Автор сценарію — Бертран Мандіко
- Режисер-постановник — Бертран Мандіко
- Продюсер — Еммануель Шоме
- Виконавчий продюсер — Матильда Делоне
- Оператор — Паскаль Гранель
- Композитор — П'єр Деспра
- Монтаж — Лор Сен-Марк
- Художник-костюмер — Сара Топіан
- Підбір акторів — Крис Портьє де Беллер

## Нагороди та номінації
| Список нагород та номінацій (Список не є вичерпним) | Список нагород та номінацій (Список не є вичерпним) | Список нагород та номінацій (Список не є вичерпним)    | Список нагород та номінацій (Список не є вичерпним) | Список нагород та номінацій (Список не є вичерпним) | Список нагород та номінацій (Список не є вичерпним) |
| Кінофестиваль/Кінопремія                            | Рік                                                 | Категорія                                              | Номінант(и)                                         | Результат                                           | Дж                                                  |
| --------------------------------------------------- | --------------------------------------------------- | ------------------------------------------------------ | --------------------------------------------------- | --------------------------------------------------- | --------------------------------------------------- |
| 74-й Венеційський міжнародний кінофестиваль         | 2017                                                | Квір-лев за найкращий ЛГБТ-фільм                       | Дикі хлопчаки                                       | Номінація                                           |                                                     |
| Вільнюський міжнародний кінофестиваль               | 2018                                                | Найкращий режисер                                      | Бертран Мандіко                                     | Перемога                                            |                                                     |
| Вільнюський міжнародний кінофестиваль               | 2018                                                | Найкращий фільм — Нові імена                           | Дикі хлопчаки                                       | Номінація                                           |                                                     |
| Вільнюський міжнародний кінофестиваль               | 2018                                                | Найкращий режисер — Нові імена                         | Бертран Мандіко                                     | Перемога                                            |                                                     |
| Мюнхенський кінофестиваль                           | 2018                                                | Нагорода CineVision за найкращий фільм нового режисера | Дикі хлопчаки                                       | Номінація                                           |                                                     |
| Міжнародне товариство кіноманів                     | 2018                                                | Найкращий фільм, не вийшов 2017 року                   | Дикі хлопчаки                                       | Перемога                                            |                                                     |
| Приз Луї Деллюка                                    | 2018                                                | Найкращий перший фільм                                 | Дикі хлопчаки (спільно з «Опіка»)                   | Перемога                                            |                                                     |
| Премія «Магрітт»                                    | 02.02.2019                                          | Найперспективніша акторка                              | Анаєль Снук                                         | Номінація                                           | [ 3 ]                                               |
| Премія «Люм'єр»                                     | 04.02.2019                                          | Найкращий дебютний фільм                               | Дикі хлопчаки                                       | Номінація                                           | [ 4 ]                                               |
| Премія «Люм'єр»                                     | 04.02.2019                                          | Найкраща музика до фільму                              | П'єр Деспра                                         | Номінація                                           | [ 4 ]                                               |